# ダンクエスト 魔神封印の伝説
ダンクエスト 魔神封印の伝説（ダンクエスト まじんふういんのでんせつ）は、1995年7月21日に日本アプリケーション（現：クレアンスメアード）が開発、テクノスジャパンから発売されたスーパーファミコン用アクションロールプレイングゲーム。

## 概要
本作は日本アプリケーションが以前に開発していたPC用アクションRPG『逆鱗』とその続編となる『大逆鱗』の流れを汲む作品で、システムも同作と共通している部分も見られる。
登場する町の人それ以外の人全員に名前と何らかのイベントがあり、ストーリーの本筋に関係のあるところ、無いところに関係する。

## ストーリー
マルキーズ王国があるラスター島には、この地に魔神を封印したという伝説がある。その封印された魔神が復活するという予兆があり、マルキーズ7世は魔神の復活に備えて勇者を募集している…という話で城に集まった者、主人公とそのライバル、ローズやニックたち。
しかし、この魔神封印伝説は王様の持ち出した建前であり、勇者を集めた真意は別なところにあった。真偽も定かではない魔神復活話を本物の危機と聞かされている勇者たちが真摯に話を進めていく中、ゲームの話の中心とは関係なく王城来賓室にふらりと客がくつろいでいる。とくに何ということもなく主人公の話しかけに付き合ってくれるこの客、魔導士メディナロズこそ王様も本気にしていなかった魔神封印の伝説の封印を解こうとする黒幕なのだが、封印を解く鍵を分かりかけているのだが肝心なところをもうひとつ掴めていないようであった。
そんなことも知らず、復活なんて本当にあるとも思っていない王様は自分の語った魔神復活に沿って主人公たちにダンジョン探索を進めさせる。ゲームも中盤まで進もうかという半ば早々、探索の中の1つであった仕事で、主人公ははからずメディナロズを倒すことになる。これによって誰とも知らず、魔神復活を企む魔導師による危機は終わるのであった。
そして、ゲームは進み主人公も最高の勇者の称号デュークを手にするのであった。まさか本当に魔神の復活が企まれていたとも知らない王様も含めて、大団円。勇者となった主人公を祝う席上では、勇者の座を競い合ったライバルたちが主人公を祝福する。その中でライバルのひとり、ニックの何気ない振る舞いは魔神の封印を解く最後の条件であった。唖然とする同席の主人公とライバル一行、ニックだけは封印を解く条件を知らず、ついまんまと魔神を復活させてしまったのであった。
魔神を倒した後、魔神を倒すというストーリーはここに終わりエンディングを迎える。
その後、王様は驚いた様子であった。まさか本当に魔神が復活するだなんて思っていなかったのである。もう一度自由行動でダンジョンを深く潜ると勇者候補だったライバルの一人、ローズが冒険を進めている。今回の冒険の本当の目的が何であったのかを聞かされている主人公はちょっと気まずい思いをしないでもなく進んでいく。教会の窓の外では大きく青空が広がり一時の未来を映し出すかのような無声ストーリー、店には今まで見たこともない装備が新たに仕入れられている。ダンクエストには、まだまだ主人公の見ていない、どこで終わるか分からない物語が残っていることを感じるのであった。
このような骨太のメインストーリーを骨格に持ちつつダンクエストでは、マルキーズの住民やタンス、窓から肖像画、貧乏神や宝箱の裏に至るまでごくごく私用な話がからまって主人公をバックグラウンドストーリーの一部に巻き込むのであった。

## キャラクター
主人公（デフォルト名なし）
ダンクエストの主人公で姉がいる。タンスの中には形見の品がしまってある。冒険達成後の「さあ みんなに自慢しにいこう」はダンクエストの冒険の雰囲気を表した名言。雑誌付録で紹介された名前は「レヴィ」、取扱説明書のスクリーンショットでは「テクノスオ」という名前が設定されている。
ゲーム開始直後は姉と長屋住まい。終盤の以降とあるイベントをすると念願の一軒家を手に入れる。
ニック
集まった冒険者の一人。
ローズ
集まった冒険者の一人。
集まった冒険者の中で唯一の女性。虫が苦手。
マルキーズ7世
マルキーズ王国の王様。勇者を募集する。
メディナロズ（メディナロス）
魔導師。魔神復活を企んでいる。
アガサ

ランバート

マリオ

たんすの精
たんすの精霊。勇気を見せることにより加護を得ることができる。
魔神様を復活する会
名前どおり魔神様を復活させようとする会。
構成員はほとんどがモンスターであり、ダンジョンで話しかけると戦闘になる。
No.11まで確認されており、海外からの助っ人もいたりもする。

## 他機種版
| No. | タイトル                                                  | 発売日            | 対応機種                            | 開発元 | 発売元                 | メディア                                       | 型式 | 備考                         |
| --- | --------------------------------------------------------- | ----------------- | ----------------------------------- | ------ | ---------------------- | ---------------------------------------------- | ---- | ---------------------------- |
| 1   | テクノス ザ・ワールド くにおくん & アーケードコレクション | INT 2025年4月24日 | PlayStation 5 Nintendo Switch Steam | -      | アークシステムワークス | ダウンロード Switch専用ゲームカード UHD BD-ROM | -    | 海外でも日本版をそのまま配信 |